# Kanton Veuzain-sur-Loire
 Veuzain-sur-Loire    is een kanton van het Franse departement Loir-et-Cher. Het kanton maakt deel uit van de arrondissementen Blois. 
Op 24 februari 2021 werd de naam van het kanton aangepast aan de gewijzigde naam van zijn hoofdplaats.

In 2020 telde het 19.952 inwoners.

Het kanton werd gevormd ingevolge het decreet van 21 februari 2014 met uitwerking op 22 maart 2015, met  Onzain als hoofdplaats, gemeente die, door fusie op 1 januari 2017, Veuzain-sur-Loire is geworden,  

## Gemeenten
Het kanton omvatte 26 gemeenten bij zijn oprichting.
Op 1 januari 2016 werden de gemeenten Molineuf en Orchaise samengevoegd tot de fusiegemeente (commune nouvelle)  Valencisse, waar op 1 januari 2017 nog de gemeente Chambon-sur-Cisse werd aan toegevoegd.
Op 1 januari 2017 werden de gemeenten Coulanges, Chouzy-sur-Cisse en Seillac samengevoegd tot de fusiegemeente (commune nouvelle) Valloire-sur-Cisse en de gemeenten Onzain en Veuves tot de fusiegemeente (commune nouvelle) Veuzain-sur-Loire.
Sindsdien omvat het kanton volgende 21 gemeenten:
- Averdon
- Champigny-en-Beauce
- La Chapelle-Vendômoise
- Fossé
- Françay
- Herbault
- Lancôme
- Landes-le-Gaulois
- Marolles
- Mesland
- Monteaux
- Saint-Bohaire
- Saint-Cyr-du-Gault
- Saint-Étienne-des-Guérets
- Saint-Lubin-en-Vergonnois
- Saint-Sulpice-de-Pommeray
- Santenay
- Seillac
- Valencisse
- Veuzain-sur-Loire
- Villefrancœur